# یلوبایو (آرکانزاس)
یلوبایو (به انگلیسی: Yellow Bayou) یک منطقهٔ مسکونی در ایالات متحده آمریکا است که در شهرستان چیکات، آرکانزاس واقع شده‌است. یلوبایو ۳۸٫۱ متر بالاتر از سطح دریا واقع شده‌است.